# Idobrium sechellarum
Idobrium sechellarum är en skalbaggsart som beskrevs av Aurivillius 1922. Idobrium sechellarum ingår i släktet Idobrium och familjen långhorningar.
Artens utbredningsområde är Seychellerna. Inga underarter finns listade i Catalogue of Life.